# Ványai Fehér József
Ványai Fehér József (Dévaványa, 1959. október 13.) magyar költő, újságíró.

## Életpályája
A Ványai Fehér József szerzői nevet Fehér József írásai publikálásakor használja. Fehér József 1959. október 13-án született Dévaványán. Tanulmányait szülőfalujában (2000 óta város), Békéscsabán, Győrött, Debrecenben, Szegeden, Budapesten folytatta. Költő, író, újságíró.

## Újságírói pályája
Ványai Fehér József újságírói ismereteket a szegedi egyetem tanfolyamán, a Havas-féle médiaszak elődjénél szerzett, majd a Bálint György Újságíró Iskolán végzett. Első újságírói szerződését rendszerváltáskor a Napi Délkeletnél kapta, 1994-ben fél évet töltött a Békés Megyei Napnál. 1994 és 2002 között a Délkelet különböző formációinál dolgozott. 2002-től 2006-ig a Heti Kelet alapítója és kiadója volt. 2007-től 2011-ig a Csabai Mérleg felelős szerkesztője. 1995 és 2000 között a Szabad Föld, 2007-től 2011-ig a Magyar Nemzet tudósítója.

## Munkássága
Ványai Fehér József a nyolcvanas évek vége óta szerepel folyóiratokban. Irodalmi publikációi sora, némelyik orgánumban több alkalommal is: Új Aurora, Napóra, Napjaink, Magyar Napló, Tekintet, Polísz, Napút, Lyukasóra, Búvópatak, Dunatükör, Kapu, Somogy, Partium, Bárka, Kis Lant, SzegediLap, Holdkatlan, Dokk.hu, Magyar Irodalmi Lap (MIL), NapSziget, Vásárhelyi Látóhatár, Félonline, Irodalmi Epreskert, Nézőpont, Képírás, Lenolaj, Szózat, Vár, Litera-Túra, Spanyolnátha, ÚjNautilus, Agria, A Hetedik, Magyar Múzsa, zEtna, Kalamáris, Gondola Kulturális Magazin, Art’húr Irodalmi Kávéház, Helyőrség, Szövet, Tiszatáj, Tiszatáj online, Székelyföld, Vár Ucca Műhely, Várad. A rendszerváltás hajnalán Csontos János mutatta be a miskolci Napjaink “Rajzás” rovatában, Hatvani Dániel pedig “Költőavatás” címmel a Napórában. Sárhajók c. verskötetét Prágai Tamás szerkesztette, Szondi György adta ki. A feloldott bűbáj c. verskötetét Kovács Attila Zoltán szerkesztette, felelős kiadó Turcsány Péter volt a Kráternél. 2001 és 2004 között (Sárhajó Archiválva 2023. február 19-i dátummal a Wayback Machine-ben címmel, Hajdú Józseffel közösen) irodalmi periodikát adott ki, melynek tíz száma jelent meg. Ötödik verskötete (A láncos madár) a Hungarovoxnál látott napvilágot (felelős kiadó: Kaiser László), Csontos Márta írt róla recenziót a Búvópataknál. Kossuth Lajos Ködmönösön c. novelláját beválogatták Az év novellái (2022) antológiába. Tizenhetedik könyve, hatodik verskötete (Ama napok után, Napkút, felelős kiadó: Szondi Bence) a 96. Ünnepi Könyvhétre jelent meg.

## Szakmai elismerései
A Magyar Napló szociográfiai pályázatának (Önképünk az ezredfordulón) és a Polísz Csengey-pályázatának díjazottja. 2017-ben a KMTG/Előretolt Helyőrség Íróakadémia novellapályázatán második helyezést ért el. 2020-ban szerepelt a PIM Köszönjük, Magyarország! c. programjában, írását díjazták a Karantének pályázaton. 2025-ben a Bárka irodalmi folyóirattól (főszerkesztő: Elek Tibor) és a Körös Irodalmi Társaságtól megkapta a Körösök Gyöngye Díjat. 
2009-től a Magyar Írószövetség tagja, 2020-tól a Magyar Nemzeti Írószövetségé is.

## Művei
- A kaporszakállú udvara (versek). Kisváros kiadó, Mezőberény, 1990. Szerkesztette: Tomka Mihály
- Sorsátültetés (versek). Napóra Lap- és Könyvkiadó, Békéscsaba, 1991. Szerkesztette: Hatvani Dániel. Archiválva 2023. február 19-i dátummal a Wayback Machine-ben
- Madártávlatból, emberközelből a város – gyomaendrődi olvasókönyv (irodalmi szociográfia). Sárhajó kiadó, 1996
- Falukönyv (Köröstarcsai tanyáktól Csárdaszállásig), szociográfia. Sárhajó kiadó, 1997
- Kutyahús (kisprózák). Körösi Műhely Alapítvány, 1999
- Álmaikban itthon jártak – Második világháborús hadifoglyok visszaemlékezései (irodalmi szociográfia, Vaszkó Sándorral közösen). Körösi Műhely Alapítvány, 2000
- A szépség huligánja – Vázlat Ladányi Mihály költészetéről. Körösi Műhely Alapítvány, 2002
- A feloldott bűbáj (összegyűjtött versek). Kráter Műhely Egyesület, 2007. Szerkesztette: Kovács Attila Zoltán. Felelős kiadó: Turcsány Péter. Könyvheti kiadvány
- Sárhajók (új versek). Napút Kiadó, 2009. Szerkesztő: Prágai Tamás. Kiadó: Szondi György. Könyvheti kiadvány
- A láncos madár. Verskötet. Hungarovox. Felelős kiadó: Kaiser László. (2021). Könyvheti kiadvány
- Doktor Keserű széttépi a Ricsét és a Mobilt. Novellák; Napkút, Budapest, 2023
- Tésztás szívű, kicsi fiúk. Novellák. Napkút, Budapest, 2024
- Ama napok után, Napkút Kiadó, versek, 2025

### Szerkesztőként, kiadóként:
- Tímár Máté bibliográfiája (szerkesztőként). Endrődi Tájház, Körösi Műhely Alapítvány, 2000
- A gyomaendrődi Sóczó Motormúzeum története – riportkönyv szerzőként, szerkesztőként, 2000
- Dévaványa régen és ma (szerkesztőként). Fotóalbum, 2000
- Bogár László: Lopakodó (novellák)